# Altemer le cynique
Pour plus de détails, voir Fiche technique et Distribution.
Altemer le cynique est un film français réalisé par Georges Monca et sorti en 1924.

## Fiche technique
- Réalisation : Georges Monca
- Scénario : Maurice Kéroul
- Image : Alfred Guichard, Maurice Kéroul, Paul Portier
- Production :  Grandes Productions Cinématographiques
- Date de sortie : 
  - France : 28 octobre 1924

## Distribution
- Constant Rémy : Altemer
- Geneviève Félix : Gina Zunga
- Berthe Jalabert : Madame Evremont mère
- Denise Lorys : Margharita
- Fernand Herrmann : Pierre Evremont
- Mirka Cachouba
- Irène Derjane